# 고령 반룡사 다층석탑
고령 반룡사 다층석탑(高靈 盤龍寺 多層石塔)은 경상북도 고령군 고령읍 대가야박물관에 있는 고려시대의 다층석탑이다. 1979년 1월 25일 경상북도의 유형문화재 제117호로 지정되었다.

## 개요
이 탑은 고려 시대에 유행한 다층석탑으로 3단의 화강암 기단위에 1층의 탑신이 남아 있고 그 위에 점판암으로 만든 옥개석이 다층으로 남아 있으며, 높이는 2.4m이다. 원래 반룡사 경내에 있었으나 현재는 고령읍내 대가야박물관에 보관되어 있다.
우리나라 석탑은 대부분이 화강석으로 조성된 것이 주류를 이루고 있으나, 고려시대에 들어와서 점판암제(粘板岩制) 소형 석탑이 출현한다. 점판암제의 경우는 육각, 팔각 등 다양한 다층석탑이 나타난다. 반룡사의 석탑도 점판암을 연마하여 조성한 소탑이다. 형태는 2단으로 된 방형의 화강석 기단에 다시 사각형의 점판암으로 된 2층의 연화대(蓮花臺)를 두고, 그 위에 옥신을 잃은 옥개석만을 쌓아 올렸다. 점판암의 2층 기단 둘레에는 단판(單瓣), 중판(重辦)의 양각 연화문(蓮花文)을 조각했다. 옥개석의 추녀 밑은 받침을 양각했고 옥개 윗면의 경사는 완만한 낙수면을 이루는 등 미려한 느낌을 주는 탑이다. 이 탑이 있던 반룡사에는 다층석탑 외에 조선시대의 부도 몇기와 비신(碑身)이 없는 귀부일좌(龜趺一座)가 있다. 
반룡사는 쌍림면 용리 미숭산(美崇山) 기슭에 있다.『신증동국여지승람, 新增東國輿地勝覽』에 원(元)나라 세조(世祖)가 이 절에 내린 방문이 기록되어 있다. 그 내용은 ‘일본 원정에 참가하기 위해 경상도에 온 원나라 군인들이 절에 노략질을 하지 말 것’을 밝히고 있다. 
해인사(海印寺) 원당암(願堂庵) 다층석탑(多層石塔)과 금산사(金山寺) 육각다층석탑(六角多層石塔) 등이 이 유형에 속한다.

## 같이 보기
- 합천 해인사 원당암 다층석탑 및 석등 - 보물 제518호
- 김제 금산사 육각 다층석탑 - 보물 제27호

## 참고 문헌
- 반룡사다층석탑 - 국가유산청 국가유산포털